# Leichtathletik-Weltmeisterschaften 2023/Teilnehmer (Dschibuti)
| Goldmedaillen | Silbermedaillen | Bronzemedaillen |
| ------------- | --------------- | --------------- |
| -             | -               | -               |

Der Leichtathletikverband von Dschibuti nahm an den Leichtathletik-Weltmeisterschaften 2023 in Budapest teil. Drei Athleten wurden vom dschibutischen Verband nominiert.

## Ergebnisse

### Männer

#### Laufdisziplinen
| Athlet                 | Disziplin | Vorlauf      | Vorlauf | Finale       | Finale |
| Athlet                 | Disziplin | Zeit         | Platz   | Zeit         | Platz  |
| ---------------------- | --------- | ------------ | ------- | ------------ | ------ |
| Mohamed Ismail Ibrahim | 5000 m    | 13:33,51 min | 6       | 13:23,89 min | 11     |
| Hassan Bouh Ibrahim    | Marathon  |              |         | DNF          | DNF    |
| Hassan Waiss           | Marathon  |              |         | DNF          | DNF    |